# Hajdú-Bihar vármegyei 5. sz. országgyűlési egyéni választókerület
A Hajdú-Bihar vármegyei 5. számú országgyűlési egyéni választókerület egyike annak a 106 választókerületnek, amelyre a 2011. évi CCIII. törvény Magyarország területét felosztja, és amelyben a választópolgárok egy-egy országgyűlési képviselőt választhatnak. A választókerület nevének szabványos rövidítése: Hajdú-Bihar 05. OEVK. Székhelye: Hajdúszoboszló

## Területe
A választókerület az alábbi településeket foglalja magába:
1. Báránd
2. Ebes
3. Egyek
4. Földes
5. Hajdúszoboszló
6. Hajdúszovát
7. Hortobágy
8. Kaba
9. Nádudvar
10. Nagyhegyes
11. Püspökladány
12. Sárrétudvari
13. Szerep
14. Tetétlen
15. Tiszacsege

## Országgyűlési képviselője
| Név         | Párt                                         | Párt        | Terminus | Megjegyzés                                   |
| ----------- | -------------------------------------------- | ----------- | -------- | -------------------------------------------- |
| Bodó Sándor |                                              | Fidesz-KDNP | 2014 –   | A 2014-es országgyűlési választás eredménye: |
| Bodó Sándor | A 2018-as országgyűlési választás eredménye: | Fidesz-KDNP | 2014 –   |                                              |
| Bodó Sándor | A 2022-es országgyűlési választás eredménye: | Fidesz-KDNP | 2014 –   |                                              |

## Demográfiai profilja
| Iskolai végzettség                | Iskolai végzettség               | Iskolai végzettség | Iskolai végzettség | Iskolai végzettség |
| --------------------------------- | -------------------------------- | ------------------ | ------------------ | ------------------ |
|                                   |                                  |                    |                    | fő                 |
| Általános iskolát nem végezte el  | Általános iskolát nem végezte el |                    | 2250               | 2250               |
| Általános iskola                  | Általános iskola                 |                    | 16523              | 16523              |
| Szakmunkás                        | Szakmunkás                       |                    | 18994              | 18994              |
| Érettségi                         | Érettségi                        |                    | 20008              | 20008              |
| Diploma                           | Diploma                          |                    | 9565               | 9565               |
| A 2022. évi népszámlálás szerint. |                                  |                    |                    |                    |

A Hajdú-Bihar vármegyei 5. sz. választókerület lakónépessége 2022. október 1-jén 82 600 fő volt. A 2011-es és a 2022-es népszámlálás között 4896 fővel csökkent a választókerület lakosság száma. A választókerületben a korösszetétel alapján a legtöbben a középkorúak élnek 28 739 fővel, míg a legkevesebben a gyermekek 15 260 fővel. A választókerület lakosságának a 80,1%-nál van internet elérési lehetőség.
A legmagasabb befejezett iskolai végzettség szerint az érettségi végzettséggel rendelkezők élnek a legtöbben 20 008 fő, utánuk a következő nagy csoport a szakmunkások 18 994 fővel.
Gazdasági aktivitás szerint a lakosság közel fele foglalkoztatott 37 434 fő, második legjelentősebb csoport az inaktív keresők, akik főleg nyugdíjasok 21 269 fővel.
A választókerület legjelentősebb nemzetiségi csoportja a cigány 1316 fő, illetve a német 295 fő. Magyar állampolgársággal nem rendelkező külföldi állampolgárok aránya 0,4%.
Vallási összetétel szerint a választókerületben lakók legnagyobb vallása a református (16 697 fő), valamint jelentős közösség még a római katolikus (5679 fő). A vallási közösséghez nem tartozók száma szintén jelentős (19 531 fő), a választókerületben a második legnagyobb csoport a református vallás után.

## Országgyűlési választások

### 2018
A 2018-as országgyűlési választáson az alábbi jelöltek indultak:
(Pártok neve szerinti abc-sorrendben)
- Együtt: Rutz Tamás
- Fidesz-KDNP: Bodó Sándor
- Jobbik: Rigán István
- LMP: Radics Péter
- Munkáspárt: Sípos Sándor
- MSZP-Párbeszéd: Dede Tamás
- Momentum: Kovács Imre Krisztián

Szegényekért Párt: Oláh Dávid

### 2014
A 2014-es országgyűlési választáson az alábbi jelöltek indultak: